# Stridon

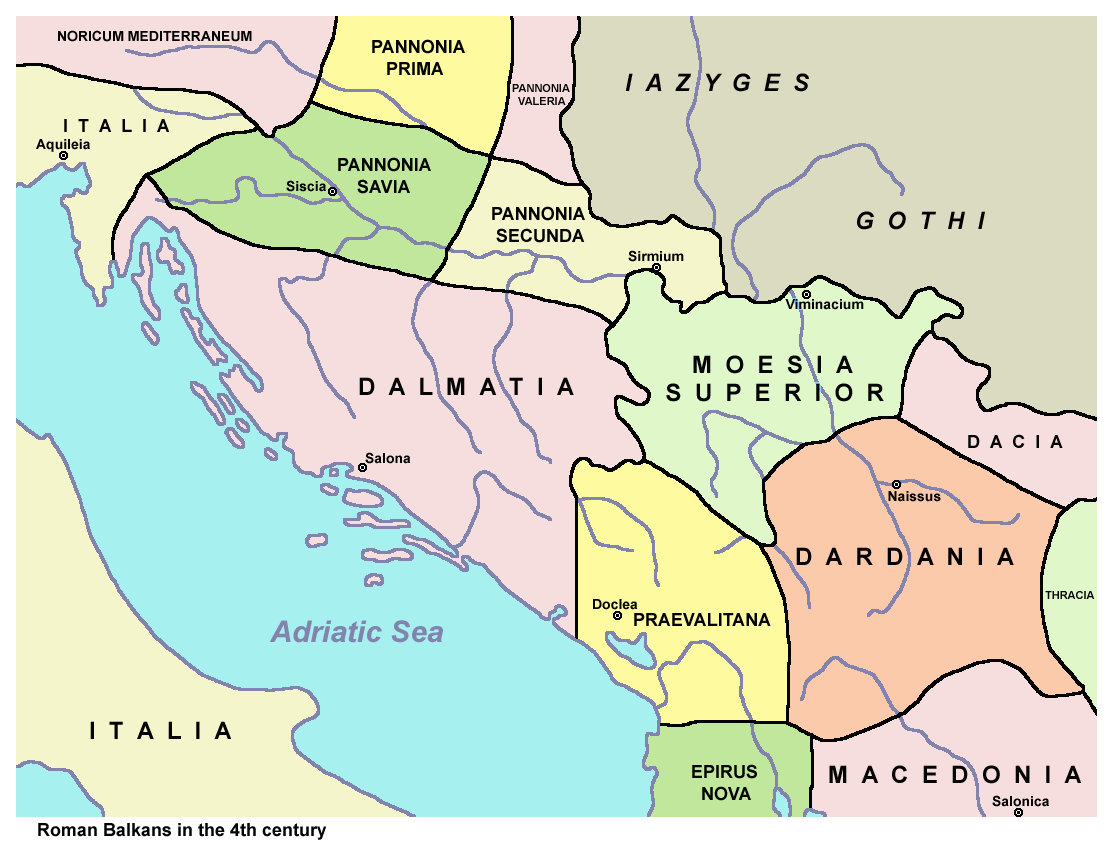
Der Balkan im 4. Jahrhundert. Im Länderdreieck der Provinzen Dalmatia, Pannonia Savia und Venetia et Histria (hier bezeichnet als: Italia) vermutet Schlange-Schöningen den Ort Stridon

Stridon war eine stadtartige Siedlung (oppidum) in der spätantiken römischen Provinz Dalmatia, welche als Geburtsort des Kirchenlehrers Hieronymus bekannt ist. Die Lokalisierung wirft Probleme auf.
Grundlegend ist folgende Information des Hieronymus über seine Herkunft:

„[Ich bin] Hieronymus, dem Vater Eusebius geboren, aus dem Ort Stridon, der inzwischen [= nach der römischen Niederlage in der Schlacht von Adrianopel (378)] von den Goten zerstört wurde, an der Grenze zwischen Dalmatien und Pannonien gelegen.“

Aufgrund einer 1882 veröffentlichten Inschrift, deren Echtheit heute mehrheitlich bezweifelt wird, lokalisierte Frane Bulić Stridon 1922 beim modernen Dorf Grahovo polje in Nordwestbosnien. Dagegen hat für Alfons Fürst eine Lokalisierung nahe der Hafenstadt Rijeka in Kroatien die größte Wahrscheinlichkeit. Fürst folgt hierbei der Argumentation der kroatischen Historiker Mate Suić und Rajko Bratož, die annehmen, dass der Ortsname eigentlich Stridonae lautete und sich im Namen des modernen kroatischen Dorfs Starad erhalten habe. Da Stridon kein Bischofssitz war, nimmt Heinrich Schlange-Schöningen an, dass es sich um einen Zentralort (keine Stadt) handelte, der zur Provinz Dalmatia gehörte und nahe der Provinzgrenze zu Pannonia Savia und Venetia et Histria lag. In Venetia et Histria gab es nämlich mit Emona und Aquileia zwei Orte von übergeordneter Bedeutung, die von Hieronymus in Familienangelegenheiten erwähnt wurden. Das alles zusammengenommen lässt Schlange-Schöningen vermuten, dass Stridon südwestlich der modernen slowenischen Stadt Ptuj gelegen habe.